# Bayamo
Bayamo — miasto we wschodniej Kubie, przy drodze Carretera Central; stolica prowincji Granma i gminy Bayamo. Około 122 tys. mieszkańców. Przemysł spożywczy, włókienniczy, materiałów budowlanych; ośrodek handlowy regionu hodowli bydła i uprawy tytoniu.
Nazwa miasta pochodzi od nazwy rzeki Bayamo.

## Transport
- Port lotniczy Bayamo